# Чернецова, Наталья Борисовна
Наталья Борисовна Чернецова (род. 4 мая 1986) — российская самбистка и дзюдоистка, призёр первенств России по дзюдо среди юниоров и молодёжи, бронзовый призёр чемпионатов России по самбо, мастер спорта России международного класса. По самбо выступала в полулёгкой весовой категории (до 52 кг). Тренировалась под руководством А. Л. Сабурова и О. В. Шмакова. В 2009, 2010 и 2016 годах становилась призёром чемпионатов страны по самбо.

## Спортивные результаты
- Первенство России по дзюдо среди юниоров 2004 года — ;
- Первенство России по дзюдо среди молодёжи 2008 года — ;
- Чемпионат России по самбо среди женщин 2009 года — ;
- Чемпионат России по самбо среди женщин 2010 года — ;
- Чемпионат России по самбо 2016 года — .